# Karo (Sängerin)

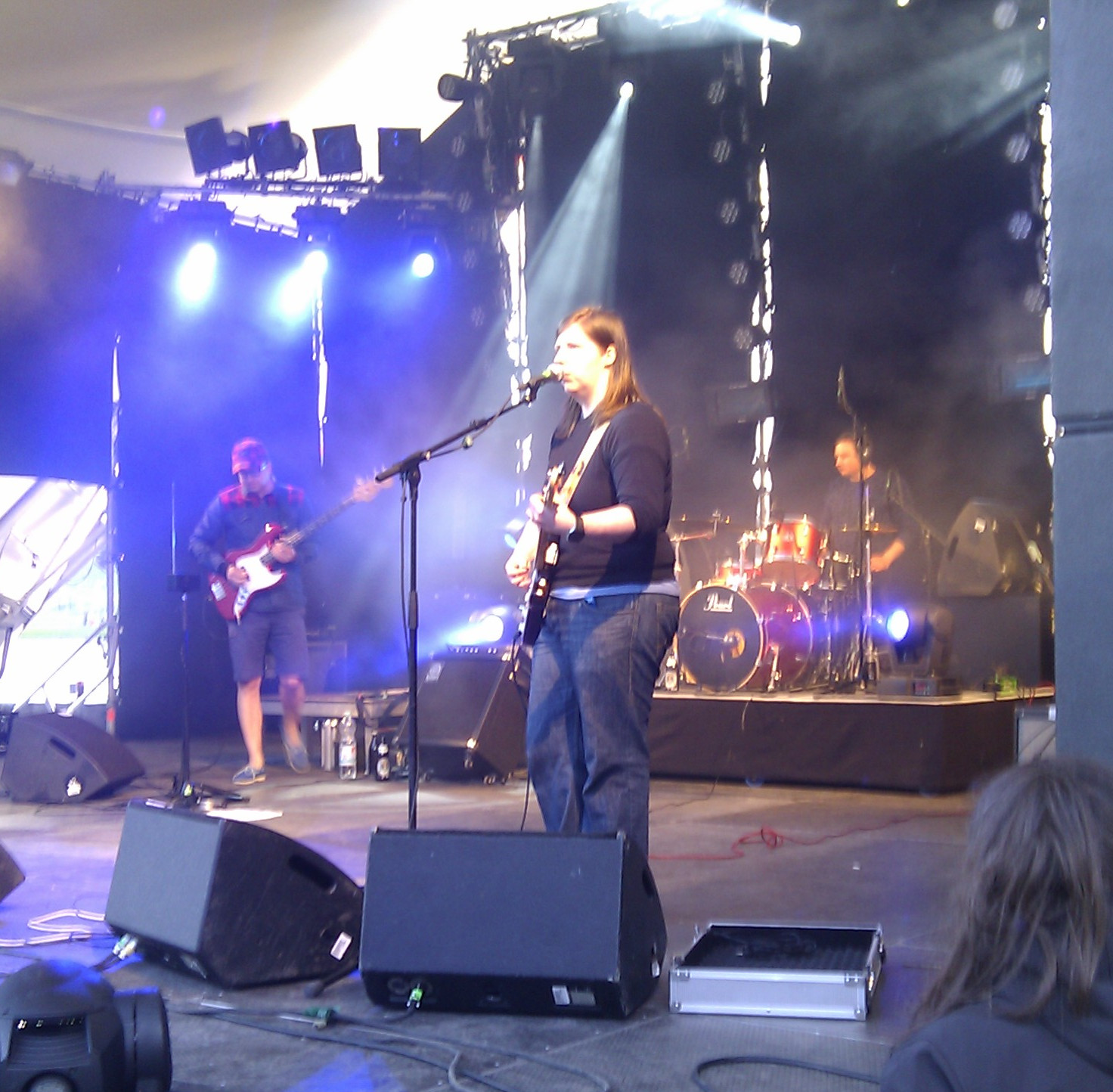
Karo & Jets vs. Sharks beim Theatron PfingstFestival 2013

Karoline „Karo“ Schaum (* 12. Oktober 1980 in Friedberg (Hessen)) ist eine deutsche Singer-Songwriterin.

## Biografie
Schaum begann im Kindesalter damit, sich autodidaktisch das Gitarrenspiel beizubringen. In der Grundschule spielte sie auch Blockflöte und Saxophon.  Von 1991 bis 2001 besuchte sie die Augustinerschule Friedberg, danach ging sie zunächst nach London und 2004 dann nach Schweinfurt, um im nahegelegenen Würzburg Germanistik zu studieren. Später zog sie direkt nach Würzburg. Auf Anraten eines Bekannten veröffentlichte sie Ende 2006 ihre Songs bei MySpace. Innerhalb weniger Monate hatten sich viele Fans auf ihrer Seite angesammelt und mehrere Veranstalter wurden auf Karo aufmerksam.
Im Frühjahr 2008 begann sie in Eigenregie mit der Aufnahme ihres ersten Albums im eigenen Wohnzimmer und Keller, das im Januar 2009 unter dem Titel Sing Out, Heart! beim Luxemburger Label Lili is Pi erschien. Den Plattenvertrag für ihre selbstgebrannte CD erhielt sie bei einem Konzert in Frankreich. Die Zündfunk-Jury von Bayern2 wählte Karo zur „Band der Woche“ und sie trat in der ersten Staffel on3-Startrampe auf. Im April 2009 erhielt sie beim „Preis für junge Kultur“ vom Verein Umsonst & Draußen ein Preisgeld in Höhe von 1000 Euro.
Karo & Jets vs. Sharks
Auch Daniel Gehret, Bassist der Würzburger Punk-Band „Shokei“, wurde auf Karo aufmerksam. Zusammen mit seinem Bandkollegen und Schlagzeuger Matthias Labus begleiten die beiden seitdem Karo unter dem Namen „Karo & Jets vs. Sharks“ bei ihren Konzerten und nahmen zusammen im ehemaligen Tresorraum der Posthalle Würzburg das Album Home auf, das Ende Februar 2013 erschien.

## Diskografie
Alben
- 2009: Sing Out, Heart! (Lili is Pi)
- 2013: Home (normoton)

EPs
- 2011: Too Good to Be Entirely Forgotten (normoton)